# Hydrovatus yagii
Hydrovatus yagii is een keversoort uit de familie waterroofkevers (Dytiscidae). De wetenschappelijke naam van de soort is voor het eerst geldig gepubliceerd in 1993 door Kitayama, Mori & Matsui.